# Deutsche Leichtathletik-Meisterschaften 2013/Resultate
Der Hauptteil der Wettbewerbe bei den 113. Deutschen Leichtathletik-Meisterschaften wurde am 6. und 7. Juli 2013 im Ulmer Donaustadion ausgetragen.
In der hier vorliegenden Auflistung werden die in den verschiedenen Wettbewerben jeweils ersten acht platzierten Leichtathletinnen und Leichtathleten aufgeführt. Eine Übersicht mit den Medaillengewinnerinnen und -gewinnern sowie einigen Anmerkungen zu den Meisterschaften findet sich unter dem Link Deutsche Leichtathletik-Meisterschaften 2013.
Wie immer gab es zahlreiche Disziplinen, die zu anderen Terminen an anderen Orten stattfanden – in den folgenden Übersichten jeweils konkret benannt.
Hier die ausführlichen Ergebnislisten der Meisterschaften 2013:

## Meisterschaftsresultate Männer

### 100 m
| Platz | Athlet, Verein                   | Zeit (s) |
| ----- | -------------------------------- | -------- |
| 1     | Julian Reus (TV Wattenscheid 01) | 10,14    |
| 2     | Martin Keller (LAZ Leipzig)      | 10,19    |
| 3     | Sven Knipphals (VfL Wolfsburg)   | 10,27    |
| 4     | Matthias Lindner (SC Magdeburg)  | 10,33    |
| 5     | Maximilian Kessler (SCC Berlin)  | 10,37    |
| 6     | Alex Schaf (VfB Stuttgart)       | 10,42    |
| 7     | Patrick Domogala (MTG Mannheim)  | 10,45    |
| 8     | Kevin Straßburger (LAZ Leipzig)  | 10,48    |

Datum: 6. Juli
Wind: +0,6 m/s

### 200 m
| Platz | Athlet, Verein                            | Zeit (s) |
| ----- | ----------------------------------------- | -------- |
| 1     | Julian Reus (TV Wattenscheid 01)          | 20,36    |
| 2     | Sven Knipphals (VfL Wolfsburg)            | 20,73    |
| 3     | Maximilian Kessler (SCC Berlin)           | 20,79    |
| 4     | Sebastian Ernst (TSV Bayer 04 Leverkusen) | 20,82    |
| 5     | Eric Krüger (SC Magdeburg)                | 20,86    |
| 6     | Alexander Kosenkow (TV Wattenscheid 01)   | 21,03    |
| 7     | Martin Brieger (LG Ohra Energie)          | 21,14    |
| 8     | Alexander Haß (1. LAV Rostock)            | 21,23    |

Datum: 7. Juli
Wind: −0,4 m/s

### 400 m
| Platz | Athlet, Verein                        | Zeit (s) |
| ----- | ------------------------------------- | -------- |
| 1     | David Gollnow (LG Stadtwerke München) | 46,07    |
| 2     | Jonas Plass (LG Stadtwerke München)   | 46,54    |
| 3     | Miguel Rigau (LT DSHS Köln)           | 46,55    |
| 4     | Thomas Schneider (SC Magdeburg)       | 46,71    |
| 5     | Sören Gnoss (TSG Bergedorf Hamburg)   | 47,04    |
| 6     | Tobias Mausbach (TV Herkenrath)       | 47,13    |
| 7     | Kamghe Gaba (LG Stadtwerke München)   | 47,19    |
| 8     | Niklas Müller (SG Johannesberg 1926)  | 47,20    |

Datum: 7. Juli

### 800 m
| Platz | Athlet, Verein                                | Zeit (min) |
| ----- | --------------------------------------------- | ---------- |
| 1     | Robin Schembera (TSV Bayer 04 Leverkusen)     | 1:47,05    |
| 2     | Homiyu Tesfaye (LG Eintracht Frankfurt)       | 1:47,29    |
| 3     | Patrick Schoenball (ABC Ludwigshafen)         | 1:48,80    |
| 4     | Timo Benitz (LG farbtex Nordschwarzwald)      | 1:49,87    |
| 5     | Jan Riedel (Dresdner SC)                      | 1:49,89    |
| 6     | Patrick Oehler (VfL Sindelfingen)             | 1:49,98    |
| 7     | Martin Bischoff (TV Wattenscheid 01)          | 1:50,10    |
| 8     | Tim Jurich (Hallesche Leichtathletik-Freunde) | 1:51,12    |

Datum: 7. Juli

### 1500 m
| Platz | Athlet, Verein                            | Zeit (min) |
| ----- | ----------------------------------------- | ---------- |
| 1     | Carsten Schlangen (LG Nord Berlin)        | 3:43,38    |
| 2     | Sebastian Keiner (Erfurter LAC)           | 3:43,54    |
| 3     | Florian Orth (LG Telis Finanz Regensburg) | 3:44,37    |
| 4     | Hundessa Abdi Uya (LC Mengerskirchen)     | 3:45,01    |
| 5     | Jonas Beverungen (TV Wattenscheid 01)     | 3:47,89    |
| 6     | Felix Plinke (LG Telis Finanz Regensburg) | 3:48,49    |
| 7     | Dominic Neumann (ASV Köln)                | 3:48,87    |
| 8     | Johannes Raabe (LG Hannover)              | 3:49,70    |

Datum: 7. Juli

### 5000 m
| Platz | Athlet, Verein                                  | Zeit (min) |
| ----- | ----------------------------------------------- | ---------- |
| 1     | Arne Gabius (LAV Tübingen)                      | 14:01,76   |
| 2     | Philipp Pflieger (LG Telis Finanz Regensburg)   | 14:05,49   |
| 3     | Simon Stützel (ART Düsseldorf)                  | 14:05,51   |
| 4     | Clemens Bleistein (LG Stadtwerke München)       | 14:12,11   |
| 5     | Julian Flügel (LG Telis Finanz Regensburg)      | 14:13,60   |
| 6     | Sebastian Reinwand (LG Telis Finanz Regensburg) | 14:21,39   |
| 7     | Fynn Schwiegelshohn (LG Olympia Dortmund)       | 14:25,74   |
| 8     | Tobias Schreindl (LG Passau)                    | 14:26,32   |

Datum: 7. Juli

### 10.000 m
| Platz | Athlet, Verein                                       | Zeit (min) |
| ----- | ---------------------------------------------------- | ---------- |
| 1     | Homiyu Tesfaye (LG Eintracht Frankfurt)              | 29:08,44   |
| 2     | Philipp Pflieger (LG Telis Finanz Regensburg)        | 29:09,65   |
| 3     | Hendrik Pfeiffer (TV Wattenscheid 01)                | 29:34,39   |
| 4     | Tom Gröschel (TC FIKO Rostock)                       | 29:38,99   |
| 5     | Tobias Schreindl (Leichtathletikgemeinschaft Passau) | 29:53,83   |
| 6     | Nico Sonnenberg (LG Eintracht Frankfurt)             | 30:03,64   |
| 7     | Jakob Stiller (LAZ Leipzig)                          | 30:24,36   |
| 8     | Valentin Unterholzner (LG Telis Finanz Regensburg)   | 30:27,50   |

Datum: 4. Mai
fand in Bremen statt

### 10-km-Straßenlauf
| Platz | Athlet, Verein                             | Zeit (min) |
| ----- | ------------------------------------------ | ---------- |
| 1     | Rico Schwarz (ASV Erfurt)                  | 29:40      |
| 2     | Simon Stützel (ART Düsseldorf)             | 29:43      |
| 3     | Julian Flügel (LG Telis Finanz Regensburg) | 29:48      |
| 4     | Tom Gröschel (TC FIKO Rostock)             | 30:03      |
| 5     | Hendrik Pfeiffer (TV Wattenscheid 01)      | 30:05      |
| 6     | Manuel Stöckert (TSV Ostheim v. d. Rhön)   | 30:08      |
| 7     | Tobias Schreindl (LG Passau)               | 30:28      |
| 8     | Tobias Gröbl (LG Zusam)                    | 30:32      |

Datum: 21. September
fand in Bobingen statt

### 10-km-Straßenlauf, Mannschaftswertung
| Platz | Verein, Besetzung                                                                  | Zeit (h) |
| ----- | ---------------------------------------------------------------------------------- | -------- |
| 1     | LG Telis Finanz Regensburg (Julian Flügel, Jonas Koller, Felix Plinke)             | 1:31:38  |
| 2     | LAV Stadtwerke Tübingen (Michael Schramm, Lorenz Baum, Christoph Dreser)           | 1:33:48  |
| 3     | LG Olympia Dortmund (Fynn Schwiegelshohn, Fabian Dillenhöfer, Michael Wilms)       | 1:34:49  |
| 4     | TSG 1845 Heilbronn (Holger Freudenberger, Benedikt Hoffmann, Patrick Reischle)     | 1:34:51  |
| 5     | PSV Grün-Weiß Kassel (Jens Nerkamp, Ybekal Daniel Berye (Äthiopien), Marco Schwab) | 1:35:51  |
| 6     | LG Region Karlsruhe (Frederik Unewisse, Jannik Arbogast, Fabian Lutz)              | 1:36:18  |
| 7     | LG Passau (Tobias Schreindl, Marco Bscheidl, Markus Siegerstetter)                 | 1:36:25  |
| 8     | LG Stadtwerke München (Maximilian Meingast, Jan Müller, Florian Pasztor)           | 1:36:35  |

Datum: 21. September
fand in Bobingen statt

### Halbmarathon
| Platz | Athlet, Verein                                | Zeit (h) |
| ----- | --------------------------------------------- | -------- |
| 1     | Jan Fitschen (TV Wattenscheid 01)             | 1:03:22  |
| 2     | Philipp Pflieger (LG Telis Finanz Regensburg) | 1:04:11  |
| 3     | Tobias Schreindl (LG Passau)                  | 1:06:26  |
| 4     | Tim-Arne Sidenstein (SG Wenden)               | 1:06:36  |
| 5     | Jens Nerkamp (PSV Grün-Weiß Kassel)           | 1:06:44  |
| 6     | Jonas Koller (LG Telis Finanz Regensburg)     | 1:06:59  |
| 7     | Maximilian Meingast (LG Stadtwerke München)   | 1:07:13  |
| 8     | Marc Ocklenburg (Ayyoteam Essen)              | 1:07:28  |

Datum: 14. April
fand in Bergisch Gladbach statt

### Halbmarathon, Mannschaftswertung
| Platz | Verein, Besetzung                                                          | Zeit (h) |
| ----- | -------------------------------------------------------------------------- | -------- |
| 1     | LG Telis Finanz Regensburg (Philipp Pflieger, Jonas Koller, Fabian Alraun) | 3:21:33  |
| 2     | SG Wenden (Tim-Arne Sidenstein, Alexander Henne, Christian Biele)          | 3:23:31  |
| 3     | LG Stadtwerke München (Maximilian Meingast, Johann Hillebrand, Jan Müller) | 3:25:10  |
| 4     | PSV Grün-Weiß Kassel (Jens Nerkamp, Marco Schwab, Michael Wagner)          | 3:30:29  |
| 5     | TV Refrath (Andreas Winterholler, Pascal Meißner, Simon Dahl)              | 3:32:56  |
| 6     | ASV Duisburg (Karol Grunenberg, Karsten Kruck, Patric Meinike)             | 3:34:14  |
| 7     | Post-Sportverein Trier (Alexander Bock, Stefan Andoc, Andreas Theobald)    | 3:34:52  |
| 8     | TSG Heilbronn (Holger Freudenberger, Jonathan Harre, Ralf Schweiker)       | 3:37:00  |

Datum: 14. April
fand in Bergisch Gladbach statt

### Marathon
| Platz | Athlet, Verein                              | Zeit (h) |
| ----- | ------------------------------------------- | -------- |
| 1     | Frank Schauer (SC Magdeburg)                | 2:18:56  |
| 2     | Marcel Bräutigam (GutsMuths Rennsteig)      | 2:20:51  |
| 3     | Christian König (SV Glückauf Sondershausen) | 2:20:52  |
| 4     | Geronimo von Wartburg (LG Kreis Verden)     | 2:21:11  |
| 5     | Boris Giesen (LC Phönix Geilenkirchen)      | 2:21:52  |
| 6     | Tobias Schreindl (LG Passau)                | 2:22:36  |
| 7     | Holger Freudenberger (TSG 1845 Heilbronn)   | 2:23:15  |
| 8     | Maximilian Meingast (LG Stadtwerke München) | 2:24:03  |

Datum: 13. Oktober
fand im Rahmen des München-Marathons statt

### Marathon, Mannschaftswertung
| Platz | Verein, Besetzung                                                                  | Zeit (h) |
| ----- | ---------------------------------------------------------------------------------- | -------- |
| 1     | LG Stadtwerke München (Maximilian Meingast, Jan Müller, Patrick Hilpert)           | 7:28:03  |
| 2     | LG Passau (Tobias Schreindl, Marco Bscheidl, Wolfgang Brandl)                      | 7:31:06  |
| 3     | LAC Quelle Fürth (Sebastian Jost, Eike Loch, Dominik Mages)                        | 7:32:30  |
| 4     | PSV Grün-Weiß Kassel (Ybekal Daniel Berye (Äthiopien), Moritz Lange, Fred Schmalz) | 7:36:30  |
| 5     | TSG 1845 Heilbronn (Holger Freudenberger, Dr. Matthias Reischle, Pascal Schäfer)   | 7:40:52  |
| 6     | Garbsener SC (Rene Jäger, Timo Merten, Marco Ronkel)                               | 7:49:33  |
| 7     | LTC Berlin (Horst Ungewickell, Daniel Naumann, Gerrit Wegener)                     | 8:04:25  |
| 8     | Lauffeuer Chiemgau (Dirk Josephs, Martin Borgenheimer, Stephan Dandlberger)        | 8:13:28  |

Datum: 13. Oktober
fand im Rahmen des München-Marathons statt

### 100-km-Straßenlauf
| Platz | Athlet, Verein                              | Zeit (h) |
| ----- | ------------------------------------------- | -------- |
| 1     | André Collet (Aachener TG)                  | 6:56:22  |
| 2     | Hans-Jörg Heiner (SG Wenden)                | 6:59:42  |
| 3     | Michael Sommer (Eichenkreuz Schwaikheim)    | 7:08:17  |
| 4     | Jan-Hendrik Hans (LG Wettenberg)            | 7:20:32  |
| 5     | Jürgen Kiebler (TV 1846 Isny)               | 7:35:39  |
| 6     | Christian Jakob (ESV SF Neuaubing)          | 7:37:20  |
| 7     | Florian Böhme (Sport-Team Rechberghausen)   | 7:45:34  |
| 8     | Ronald Speer (Laufgemeinschaft eXa Leipzig) | 7:45:34  |

Datum: 13. April
fand in Kienbaum statt

### 110 m Hürden
| Platz | Athlet, Verein                                     | Zeit (s) |
| ----- | -------------------------------------------------- | -------- |
| 1     | Matthias Bühler (LG Offenburg)                     | 13,49    |
| 2     | Alexander John (LAZ Leipzig)                       | 13,49    |
| 3     | Erik Balnuweit (LAZ Leipzig)                       | 13,58    |
| 4     | Gregor Traber (LAV Stadtwerke Tübingen)            | 13,79    |
| 5     | Paul Dittmer (MTV Hanstedt)                        | 13,91    |
| 6     | Marlon Odom (LAZ Zweibrücken)                      | 13,98    |
| 7     | Maximilian Bayer (LAZ Leipzig)                     | 14,02    |
| 8     | Julian Marquart (Hallesche Leichtathletik-Freunde) | 14,09    |

Datum: 6. Juli
Wind: −1,2 m/s

### 400 m Hürden
| Platz | Athlet, Verein                             | Zeit (s) |
| ----- | ------------------------------------------ | -------- |
| 1     | Silvio Schirrmeister (LAC Erdgas Chemnitz) | 49,24    |
| 2     | Tobias Giehl (LG Würm Athletik)            | 50,49    |
| 3     | Quentin Seigel (LG Offenburg)              | 50,80    |
| 4     | Mirko Schmidt (TV Wattenscheid 01)         | 50,89    |
| 5     | Georg Fleischhauer (Dresdner SC)           | 51,18    |
| 6     | Christian Heimann (LAZ Puma Rhein-Sieg)    | 51,22    |
| 7     | Mario Saur (LG Telis Finanz Regensburg)    | 51,82    |
| 8     | Jan Mössing (LT DSHS Köln)                 | 51,86    |

Datum: 7. Juli

### 3000 m Hindernis
| Platz | Athlet, Verein                                     | Zeit (min) |
| ----- | -------------------------------------------------- | ---------- |
| 1     | Steffen Uliczka (SG TSV Kronshagen/Kieler TB)      | 8:40,62    |
| 2     | Fabian Clarkson (SC Brandenburg Berlin)            | 8:48,25    |
| 3     | Benedikt Karus (LG farbtex Nordschwarzwald)        | 8:52,48    |
| 4     | Maik Wollherr (OTB Osnabrück)                      | 8:53,88    |
| 5     | Felix Hentschel (LG Bamberg)                       | 8:59,90    |
| 6     | Valentin Unterholzner (LG Telis Finanz Regensburg) | 9:01,1     |
| 7     | Tim Stegemann (VfV Spandau)                        | 9:05,22    |
| 8     | Konstantin Wedel (TSV Höchstadt / Aisch)           | 9:15,93    |

Datum: 6. Juli

### 4 × 100 m Staffel
| Platz | Verein, Besetzung                                                                           | Zeit (s) |
| ----- | ------------------------------------------------------------------------------------------- | -------- |
| 1     | LAZ Leipzig (Kevin Straßburger, Martin Keller, Roy Schmidt, Erik Balnuweit)                 | 39,08    |
| 2     | TSV Bayer 04 Leverkusen (Niklas Rothes, Robin Erewa, Sebastian Ernst, Aleixo-Platini Menga) | 39,41    |
| 3     | StG Magdeburg/Halle (Felix Gehne, Eric Krüger, Matthias Lindner, Max Zöffzig)               | 39,65    |
| 4     | MTG Mannheim (Jonas Kriesamer, Patrick Domogala, Yannick Hoecker, Moritz Rieker)            | 39,97    |
| 5     | Turnverein Gladbeck (Simon Schlebach, Florian Lamers, Kevin Sellke, Sebastian Fricke)       | 40,10    |
| 6     | VfL Sindelfingen (Benjamin Bartel, Romed Guischard, Patrick Saile, Tim Assenheimer)         | 40,72    |
| 7     | LG Stadtwerke München (Christian Rasp, Marcus Mikulla, Philipp Gretz, Tobias Schneider)     | 41,06    |
| 8     | LG Kindelsberg Kreuztal (Nils Löcher, Pascal Juergens, Andre Rumpf, Yannik Loth)            | 41,08    |

Datum: 7. Juli

### 4 × 400 m Staffel
| Platz | Verein, Besetzung                                                                                   | Zeit (min) |
| ----- | --------------------------------------------------------------------------------------------------- | ---------- |
| 1     | StG Magdeburg/Halle (Varg Königsmark, Oliver Vogel, Eric Krüger, Thomas Schneider)                  | 3:07,23    |
| 2     | LG Stadtwerke München (Jonas Plass, Kamghe Gaba, Benedikt Wiesend, David Gollnow)                   | 3:09,46    |
| 3     | LT DSHS Köln (Jan Mössing, Stefan Schmeier, Tobias Lange, Miguel Rigau)                             | 3:12,00    |
| 4     | VfL Sindelfingen (Patrick Saile, Hannes Scharpf, Alexander Schif, Manuel Ilg)                       | 3:12,26    |
| 5     | LG Unterlüß FaßbergOldendorf (Jannik Rehbein, Lenn Jelte Mügge, Martin Schmalz, Laurin Forstreuter) | 3:12,48    |
| 6     | Dresdner SC (Martin Grothkopp, Florian Handt, Oliver Engel, Jan Riedel)                             | 3:15,00    |
| 7     | TV Wattenscheid 01 (Alexander Meisolle, Moritz Cleve, Timo Krampen, Martin Bischoff)                | 3:15,77    |
| 8     | TV Herkenrath (Jan Vogt, Tobias Mausbach, Patrick Thiemann, Christian Grund)                        | 3:16,54    |

Datum: 7. Juli

### 3 × 1000 m Staffel
| Platz | Verein, Besetzung                                                           | Zeit (min) |
| ----- | --------------------------------------------------------------------------- | ---------- |
| 1     | StG Laufteam Erfurt (Sven Praetorius, Kevin Stadler, Sebastian Keiner)      | 7:07,03    |
| 2     | LG Nord Berlin (Micha Heidenreich, Sebastian Dennis, Carsten Schlangen)     | 7:07,09    |
| 3     | VfB LC Friedrichshafen (Maximilian Dersch, Martin Sperlich, Richard Ringer) | 7:09,30    |
| 4     | LG Telis Finanz Regensburg (Felix Plinke, Philipp Pflieger, Florian Orth)   | 7:10,77    |
| 5     | LG farbtex Nordschwarzwald (Alexander Pütsch, Benedikt Karus, Timo Benitz)  | 7:11,19    |
| 6     | LG Braunschweig (Fabian Brunswig, Viktor Kuk, Sören Ludolph)                | 7:19,94    |
| 7     | VfL Sindelfingen (Alexander Korn, Joachim Krauth, Patrick Oehler)           | 7:20,64    |
| 8     | StG Magdeburg-Halle (Heiko Lehmann, Oliver Vogel, Tim Jurich)               | 7:21,45    |

Datum: 28. Juli
fand in Rostock im Rahmen der Deutschen Jugendmeisterschaften statt

### 10.000-m-Bahngehen
| Platz | Athlet, Verein                       | Zeit (min) |
| ----- | ------------------------------------ | ---------- |
| 1     | Christopher Linke (SC Potsdam)       | 39.13,38   |
| 2     | Nils Christopher Gloger (SC Potsdam) | 39.54,34   |
| 3     | Steffen Borsch (SV Halle)            | 45.39,10   |

Datum: 22. Juni
fand in Jüterbog statt
nur 3 Geher in der Wertung

### 20-km-Gehen
| Platz | Athlet, Verein                         | Zeit (h) |
| ----- | -------------------------------------- | -------- |
| 1     | Hagen Pohle (SC Potsdam)               | 1:22:37  |
| 2     | Christopher Linke (SC Potsdam)         | 1:23:37  |
| 3     | Carl Dohmann (SCL-Heel Baden-Baden)    | 1:23:55  |
| 4     | Nils Christopher Gloger (SC Potsdam)   | 1:24:01  |
| 5     | Nils Brembach (SC Potsdam)             | 1:25:35  |
| 6     | Marcel Lehmberg (SCC Berlin)           | 1:27:14  |
| 7     | Steffen Borsch (SV Halle)              | 1:33:49  |
| 8     | Andreas Janker (LG Röthenbach/Pegnitz) | 1:34:44  |

Datum: 28. April
fand in Naumburg statt

### 20-km-Gehen, Mannschaftswertung
| Platz | Verein, Besetzung                                                     | Zeit (h) |
| ----- | --------------------------------------------------------------------- | -------- |
| 1     | SC Potsdam (Hagen Pohle, Christopher, Nils Christopher Gloger)        | 4:10:15  |
| 2     | SV Breitenbrunn (Steffen Meyer, Nischan Daimer, Joachim Maier)        | 5:12:34  |
| 3     | TV Bühlertal (Klaus Dietsche, Bengt Bengtsson, Jürgen Brügel)         | 5:45:57  |
| 4     | SpVgg Niederaichbach (Helmut Prieler, Stefan Gerstl, Gerhard Langner) | 5:50:58  |
| 5     | Polizei SV Berlin (Wilfried Gaube, Uwe Tolle, Günter Evertz)          | 5:56:39  |

Datum: 28. April
fand in Naumburg statt
nur 5 Mannschaften in der Wertung

### 50-km-Gehen
| Platz | Athlet, Verein                             | Zeit (h) |
| ----- | ------------------------------------------ | -------- |
| 1     | Carl Dohmann (SCL-Heel Baden-Baden)        | 3:57:58  |
| 2     | Nils Christopher Gloger (SC Potsdam)       | 4:30:52  |
| 3     | Andreas Janker (LG Röthenbach/Pegnitz)     | 4:43:27  |
| 4     | Uwe Schröter (LG Vogtland)                 | 4:50:13  |
| 5     | Günter Evertz (Polizei SV Berlin)          | 5:43:33  |
| DSQ   | Jürgen Metternich (LLG Laufsport Kevelaer) |          |

Datum: 19. Oktober
fand in Gleina statt

### Hochsprung
| Platz | Athlet, Verein                              | Höhe (m) |
| ----- | ------------------------------------------- | -------- |
| 1     | Matthias Haverney (Dresdner SC)             | 2,22     |
| 2     | Martin Günther (LG Eintracht Frankfurt)     | 2,19     |
| 3     | Mateusz Przybylko (TSV Bayer 04 Leverkusen) | 2,19     |
| 4     | Tim Schenker (LAC Erdgas Chemnitz)          | 2,15     |
| 5     | Hendrik Meier (LAV Stadtwerke Tübingen)     | 2,15     |
| 6     | Torsten Sanders (Weseler TV)                | 2,10     |
| 6     | René Stauß (LAV Stadtwerke Tübingen)        | 2,10     |
| 8     | Benjamin Lauckner (LAC Erdgas Chemnitz)     | 2,10     |

Datum: 7. Juli

### Stabhochsprung
| Platz | Athlet, Verein                                      | Höhe (m) |
| ----- | --------------------------------------------------- | -------- |
| 1     | Björn Otto (ASV Köln)                               | 5,80     |
| 2     | Raphael Holzdeppe (LAZ Zweibrücken)                 | 5,75     |
| 3     | Tobias Scherbarth (TSV Bayer 04 Leverkusen)         | 5,70     |
| 4     | Karsten Dilla (TSV Bayer 04 Leverkusen)             | 5,60     |
| 5     | Carlo Paech (SV electronic Hohen Neuendorf)         | 5,50     |
| 6     | Daniel Clemens (LAZ Zweibrücken)                    | 5,50     |
| 7     | Leo Lohre (LAZ Salamander Kornwestheim-Ludwigsburg) | 5,40     |
| 8     | Florian Gaul (VfL Sindelfingen)                     | 5,40     |
| 8     | Malte Mohr (TV Wattenscheid 01)                     | 5,40     |

Datum: 7. Juli

### Weitsprung
| Platz | Athlet, Verein                               | Weite (m) |
| ----- | -------------------------------------------- | --------- |
| 1     | Alyn Camara (TSV Bayer 04 Leverkusen)        | 8,15      |
| 2     | Sebastian Bayer (Hamburger SV)               | 8,04      |
| 3     | Christian Reif (LC Rehlingen)                | 7,90      |
| 4     | Julian Howard (LG Region Karlsruhe)          | 7,87      |
| 5     | Fabian Heinle (LG Leinfelden-Echterdingen)   | 7,85      |
| 6     | Matthias Prey (SC Rönnau)                    | 7,84      |
| 7     | Jan Uder (SV Schlau.com Saar 05 Saarbrücken) | 7,69      |
| 8     | Simon Hechler (Leichtathletik-Team Saar)     | 7,40      |

Datum: 6. Juli

### Dreisprung
| Platz | Athlet, Verein                              | Weite (m) |
| ----- | ------------------------------------------- | --------- |
| 1     | Andreas Pohle (ASV Erfurt)                  | 16,35     |
| 2     | Martin Seiler (ABC Ludwigshafen)            | 15,86     |
| 3     | Martin Jasper (LC Rehlingen)                | 15,60     |
| 4     | Manuel Ziegler (LG Telis Finanz Regensburg) | 15,38     |
| 5     | Massala-Daniel Felski (ASV Köln)            | 14,66     |
| 6     | Martin Groschopp (LV 90 Erzgebirge)         | 14,57     |

Datum: 6. Juli

### Kugelstoßen
| Platz | Athlet, Verein                       | Weite (m) |
| ----- | ------------------------------------ | --------- |
| 1     | David Storl (LAC Erdgas Chemnitz)    | 21,04     |
| 2     | Tobias Dahm (VfL Sindelfingen)       | 19,96     |
| 3     | Ralf Bartels (SC Neubrandenburg)     | 19,84     |
| 4     | Hendrik Müller (LAC Erdgas Chemnitz) | 19,31     |
| 5     | Max Bedewitz (LV 90 Erzgebirge)      | 19,17     |
| 6     | Robert Dippl (LAC Quelle Fürth)      | 18,92     |
| 7     | Dennis Lewke (SC Neubrandenburg)     | 18,39     |
| 8     | Jan Josef Jeuschede (Troisdorfer LG) | 17,99     |

Datum: 7. Juli

### Diskuswurf
| Platz | Athlet, Verein                            | Weite (m) |
| ----- | ----------------------------------------- | --------- |
| 1     | Robert Harting (SCC Berlin)               | 67,95     |
| 2     | Martin Wierig (SC Magdeburg)              | 66,10     |
| 3     | Christoph Harting (SCC Berlin)            | 62,61     |
| 4     | Daniel Jasinski (TV Wattenscheid 01)      | 61,84     |
| 5     | Markus Münch (SC Potsdam)                 | 61,09     |
| 6     | Michael Salzer (VfL Sindelfingen)         | 58,95     |
| 7     | Gordon Wolf (SC Potsdam)                  | 58,02     |
| 8     | David Wrobel (LG Leinfelden-Echterdingen) | 56,85     |

Datum: 7. Juli

### Hammerwurf
| Platz | Athlet, Verein                                   | Weite (m) |
| ----- | ------------------------------------------------ | --------- |
| 1     | Markus Esser (TSV Bayer 04 Leverkusen)           | 76,41     |
| 2     | Johannes Bichler (LG Stadtwerke München)         | 70,18     |
| 3     | Benjamin Boruschewski (TSV Bayer 04 Leverkusen)  | 69,40     |
| 4     | Sven Möhsner (TSV Bayer 04 Leverkusen)           | 68,49     |
| 5     | Jerrit Lipske (LG Stadtwerke München)            | 68,43     |
| 6     | Tristan Schwandke (TV Hindelang)                 | 67,65     |
| 7     | Nils Lindner (ASV Erfurt)                        | 66,00     |
| 8     | Bastian Abend (Hallesche Leichtathletik-Freunde) | 61,35     |

Datum: 7. Juli

### Speerwurf
| Platz | Athlet, Verein                            | Weite (m) |
| ----- | ----------------------------------------- | --------- |
| 1     | Thomas Röhler (LC Jena)                   | 83,56     |
| 2     | Bernhard Seifert (LC Jena)                | 81,59     |
| 3     | Lars Hamann (Dresdner SC)                 | 81,24     |
| 4     | Tino Häber (SC DHfK Leipzig)              | 78,66     |
| 5     | Till Wöschler (LAZ Zweibrücken)           | 77,32     |
| 6     | David Golling (LC Cottbus)                | 76,30     |
| 7     | Chris Dittelbach (LG Tönning-St.Peter)    | 71,65     |
| 8     | Patrick Walecki (TSV Bayer 04 Leverkusen) | 69,69     |

Datum: 6. Juli

### Zehnkampf
| Platz | Athlet, Verein                               | Leistung (Pkte) |
| ----- | -------------------------------------------- | --------------- |
| 1     | Arthur Abele (SSV Ulm 1846)                  | 8251            |
| 2     | Steffen Fricke (VfB Germania Halberstadt)    | 7610            |
| 3     | René Stauß (LAV Stadtwerke Tübingen)         | 7565            |
| 4     | Nils Büker (TSV Bayer 04 Leverkusen)         | 7402            |
| 5     | Lars Niklas Heinke (TSV Bayer 04 Leverkusen) | 7373            |
| 6     | Felix Hepperle (LG Neckar-Enz)               | 7278            |
| 7     | Thorsten Bertsch (LAV Stadtwerke Tübingen)   | 6960            |
| 8     | Konstantin Grißmer (LAZ Gießen)              | 6958            |

Datum: 24./25. August
fand in Lage statt

### Zehnkampf, Mannschaftswertung
| Platz | Verein, Besetzung                                                             | Leistung (Pkte) |
| ----- | ----------------------------------------------------------------------------- | --------------- |
| 1     | SSV Ulm 1846 (Arthur Abele, Mathias Brugger, Julius Sommer)                   | 23.151          |
| 2     | LAV Stadtwerke Tübingen (René Stauß, Thorsten Bertsch, Nils Merten)           | 21.322          |
| 3     | LC Paderborn (Marvin Gregor, Andre Karasch, Christian Herrmann)               | 20.294          |
| 4     | LG Neckar-Enz (Felix Hepperle, Matthias Laube, Thorsten Seyb)                 | 20.075          |
| 5     | LG Eintracht Frankfurt (Aron Schreiner, Max Wannemacher, Sebastian Strenkert) | 18.458          |
| 6     | VfL Sindelfingen (Christoph Ewinger, Johannes Carl, Heinz Stefan)             | 17.533          |

Datum: 24./25. August
fand in Lage statt

### CrosslaufMittelstrecke –4,6 km
| Platz | Athlet, Verein                                | Zeit (min) |
| ----- | --------------------------------------------- | ---------- |
| 1     | Florian Orth (LG Telis Finanz Regensburg)     | 13:33      |
| 2     | Philipp Pflieger (LG Telis Finanz Regensburg) | 13:33      |
| 3     | Rico Schwarz (ASV Erfurt)                     | 13:48      |
| 4     | Timo Benitz (LG farbtex Nordschwarzwald)      | 13:55      |
| 5     | Benedikt Karus (LG farbtex Nordschwarzwald)   | 14:02      |
| 6     | Felix Plinke (LG Telis Finanz Regensburg)     | 14:03      |
| 7     | Fynn Schwiegelshohn (LG Olympia Dortmund)     | 14:04      |
| 8     | Tobias Gröbl (LG Zusam)                       | 14:10      |

Datum: 9. März
fand in Dornstetten statt

### CrosslaufMittelstrecke –4,6 km, Mannschaftswertung
| Platz | Verein, Besetzung                                                                      | Platzziffer |
| ----- | -------------------------------------------------------------------------------------- | ----------- |
| 1     | LG Telis Finanz Regensburg I (Florian Orth, Philipp Pflieger, Felix Plinke)            | 09          |
| 2     | LG farbtex Nordschwarzwald I (Timo Benitz, Benedikt Karus, Marco Kern)                 | 21          |
| 3     | ASV Erfurt (Rico Schwarz, Marcus Schöfisch, Sven Praetorius)                           | 41          |
| 4     | LG Nord Berlin (Sebastian Dennis, Johannes Riewe, Carsten Schlangen)                   | 46          |
| 5     | TSV Höchstadt/Aisch (Martin Grau, Konstantin Wedel, Marco Kürzdörfer)                  | 48          |
| 6     | LG Olympia Dortmund (Fynn Schwiegelshohn, Michael Wilms, Frank Meier)                  | 58          |
| 7     | LG Telis Finanz Regensburg II (Christophe Chayriguet, Erik Somssich, Dominik Briselat) | 66          |
| 8     | LG farbtex Nordschwarzwald II (Alexander Pütsch, Julian Kreibich, Tobias Giering)      | 93          |

Datum: 9. März
fand in Dornstetten statt

### CrosslaufLangstrecke –10 km
| Platz | Athlet, Verein                                | Zeit (min) |
| ----- | --------------------------------------------- | ---------- |
| 1     | Richard Ringer (VfB LC Friedrichshafen)       | 31:13      |
| 2     | Manuel Stöckert (TSV Ostheim v. d. Rhön)      | 31:53      |
| 3     | Steffen Uliczka (SG TSV Kronshagen/Kieler TB) | 32:15      |
| 4     | Michael Schramm (LAV Stadtwerke Tübingen)     | 32:19      |
| 5     | Tobias Schreindl (LG Passau)                  | 32:29      |
| 6     | Sebastian Hallmann (LG Stadtwerke München)    | 32:56      |
| 7     | Thorben Dietz (LG Dorsten)                    | 33:00      |
| 8     | Maximilian Meingast (LG Stadtwerke München)   | 33:01      |

Datum: 9. März
fand in Dornstetten statt

### CrosslaufLangstrecke –10 km, Mannschaftswertung
| Platz | Verein, Besetzung                                                                  | Platzziffer |
| ----- | ---------------------------------------------------------------------------------- | ----------- |
| 1     | LG Stadtwerke München (Sebastian Hallmann, Maximilian Meingast, Johann Hillebrand) | 23          |
| 2     | LAV Stadtwerke Tübingen (Michael Schramm, Timo Göhler, Lorenz Baum)                | 31          |
| 3     | VfB LC Friedrichshafen (Richard Ringer, Jens Ziganke, Martin Sperlich)             | 34          |
| 4     | SG TSV Kronshagen/Kieler TB (Steffen Uliczka, Volker Goineau, Oleg Rantzow)        | 36          |
| 5     | PSV Grün-Weiß Kassel (Jens Nerkamp, Benjamin Sperl, Sebastian Wagner)              | 62          |
| 6     | MTV Ingolstadt (Heiko Middelhoff, Martin Stier, Sascha Brünig)                     | 78          |
| 7     | TV Herxheim (Oliver Trauth, Oliver Wach, Sebastian Schatz)                         | 96          |

Datum: 9. März
fand in Dornstetten statt
nur 7 Mannschaften in der Wertung

### Berglauf–Hochfellnberglauf, 8,9 km
| Platz | Athlet, Verein                                  | Zeit (min) |
| ----- | ----------------------------------------------- | ---------- |
| 1     | Anton Palzer (SK Ramsau)                        | 45:09      |
| 2     | Korbinian Schönberger (LLC Marathon Regensburg) | 45:16      |
| 3     | Benedikt Hoffmann (TSG 1845 Heilbronn)          | 46:03      |
| 4     | Timo Zeiler (LG Brandenkopf)                    | 46:18      |
| 5     | Jonas Lehmann (TuS Heltersberg)                 | 46:33      |
| 6     | Sammy Schu (LTF Marpingen)                      | 47:23      |
| 7     | Florian Reichert (TSV Kirchdorf)                | 47:54      |
| 8     | Jonas Engler (LG Süd Berlin)                    | 48:01      |

Datum: 29. September
fand in Bergen (Chiemgau) statt

### Berglauf–Hochfellnberglauf, 8,9 km– Mannschaftswertung
| Platz | Verein, Besetzung                                                         | Zeit (h) |
| ----- | ------------------------------------------------------------------------- | -------- |
| 1     | TuS Heltersberg (Jonas Lehmann, Matthias Hecktor, Tom Heuer)              | 2:26:33  |
| 2     | LLC Marathon Regensburg (Korbinian Schönberger, Marco Ibenz, Marco Sturm) | 2:27:29  |
| 3     | LG Wettenberg (Thomas Kühlmann, Andrew Liston, Georg Dewald)              | 2:33:28  |
| 4     | LG Brandekopf (Timo Zeiler, Joachim Benz, Markus Birk)                    | 2:36:27  |
| 5     | TuS Deuz (Tim Dally, Manuel Wörmann, Waldemar Schmidt)                    | 2:37:12  |
| 6     | TV Jahn Kempten (Alexander Hirschberg, Thomas Langer, Peter Ahne)         | 2:37:15  |
| 7     | FC Alemannia Unterkirnach (Dominik Swieja, Thomas Göpfert, Meinrad Beha)  | 2:37:17  |
| 8     | Post-Telekom-SV Rosenheim (John Mooney, Reinmund Hobmaier, Anton Gröschl) | 2:39:13  |

Datum: 29. September
fand in Bergen (Chiemgau) statt

## Meisterschaftsresultate Frauen

### 100 m
| Platz | Athletin, Verein                            | Zeit (s) |
| ----- | ------------------------------------------- | -------- |
| 1     | Verena Sailer (MTG Mannheim)                | 11,09    |
| 2     | Inna Weit (LC Paderborn)                    | 11,44    |
| 3     | Yasmin Kwadwo (MTG Mannheim)                | 11,49    |
| 4     | Maike Dix (TV Wattenscheid 01)              | 11,69    |
| 5     | Deborah Hufschmidt (MTG Mannheim)           | 11,69    |
| 6     | Cathleen Tschirch (TSV Bayer 04 Leverkusen) | 11,74    |
| 7     | Alexandra Burghardt (LG Stadtwerke München) | 11,77    |
| 8     | Nadja Bahl (SCC Berlin)                     | 11,84    |

Datum:6. Juli
Wind: −0,5 m/s

### 200 m
| Platz | Athletin, Verein                      | Zeit (s) |
| ----- | ------------------------------------- | -------- |
| 1     | Inna Weit (LC Paderborn)              | 23,16    |
| 2     | Maike Dix (TV Wattenscheid 01)        | 23,33    |
| 3     | Nadine Gonska (MTG Mannheim)          | 23,78    |
| 4     | Josefina Elsler (LC Paderborn)        | 24,07    |
| 5     | Martina Riedl (LG Stadtwerke München) | 24,12    |
| 6     | Johanna Kedzierski (USC Freiburg)     | 24,26    |
| 7     | Janine Mackewitz (LG Reinhardswald)   | 24,31    |
| 8     | Julia Riedl (LG Stadtwerke München)   | 24,76    |

Datum: 7. Juli
Wind: −1,0 m/s

### 400 m
| Platz | Athletin, Verein                           | Zeit (s) |
| ----- | ------------------------------------------ | -------- |
| 1     | Esther Cremer (TV Wattenscheid 01)         | 51,93    |
| 2     | Ruth Sophia Spelmeyer (VfL Oldenburg)      | 52,63    |
| 3     | Lena Schmidt (LG Stadtwerke Hilden)        | 52,87    |
| 4     | Lara Hoffmann (LT DSHS Köln)               | 53,88    |
| 5     | Sorina Nwachukwu (TSV Bayer 04 Leverkusen) | 53,94    |
| 6     | Sara Jäpel (Dresdner SC)                   | 54,02    |
| 7     | Julia Förster (TSV Bayer 04 Leverkusen)    | 54,24    |
| 8     | Julia Schaefers (TSV Bayer 04 Leverkusen)  | 54,68    |

Datum: 7. Juli

### 800 m
| Platz | Athletin, Verein                                | Zeit (min) |
| ----- | ----------------------------------------------- | ---------- |
| 1     | Fabienne Kohlmann (LG Karlstadt-Gambach-Lohr)   | 2:04,00    |
| 2     | Kerstin Marxen (StG Gomaringen-Schwäbisch Hall) | 2:04,40    |
| 3     | Denise Krebs (TV Wattenscheid 01)               | 2:04,63    |
| 4     | Hanna Klein (LG Limes-Rems)                     | 2:04,65    |
| 5     | Karoline Pilawa (LG Stadtwerke München)         | 2:04,93    |
| 6     | Christina Zwirner (TV Wattenscheid 01)          | 2:06,26    |
| 7     | Alina Koop (OTB Osnabrück)                      | 2:07,41    |
| 8     | Stefanie Müller (TSV Bobingen)                  | 2:07,84    |

Datum: 7. Juli

### 1500 m
| Platz | Athletin, Verein                            | Zeit (min) |
| ----- | ------------------------------------------- | ---------- |
| 1     | Corinna Harrer (LG Telis Finanz Regensburg) | 4:12,12    |
| 2     | Annett Horna (LC Rehlingen)                 | 4:13,24    |
| 3     | Diana Sujew (LT Haspa Marathon Hamburg)     | 4:13,36    |
| 4     | Elina Sujew (LT Haspa Marathon Hamburg)     | 4:14,13    |
| 5     | Lisa Hübner (LG Eintracht Frankfurt)        | 4:21,65    |
| 6     | Isabel Teegen (SC Rönnau)                   | 4:22,21    |
| 7     | Thea Heim (LG Telis Finanz Regensburg)      | 4:23,54    |
| 8     | Regina Neumeyer (VfB LC Friedrichshafen)    | 4:23,69    |

Datum: 7. Juli

### 5000 m
| Platz | Athletin, Verein                             | Zeit (min) |
| ----- | -------------------------------------------- | ---------- |
| 1     | Sabrina Mockenhaupt (LG Sieg)                | 15:32,73   |
| 2     | Maren Kock (LG Telis Finanz Regensburg)      | 16:14,15   |
| 3     | Carolin Aehling (LG Telis Finanz Regensburg) | 16:30,05   |
| 4     | Steffi Volke (LG Telis Finanz Regensburg)    | 16:45,61   |
| 5     | Fabienne Amrhein (MTG Mannheim)              | 16:57,25   |
| 6     | Ursula Gatzweiler (ASV Köln)                 | 16:57,47   |
| 7     | Mares-Elaine Buchhauser (SCC Berlin)         | 16:57,84   |
| 8     | Melanie Klein-Arndt (SFD 75 Düsseldorf-Süd)  | 17:02,05   |

Datum: 7. Juli
Der 5000-Meter-Lauf in der Kategorie U23 fand am 15. Juni 2013 in Göttingen statt.

### 10.000 m
| Platz | Athletin, Verein                            | Zeit (min) |
| ----- | ------------------------------------------- | ---------- |
| 1     | Eleni Gebrehiwot (TV Wattenscheid 01)       | 32:26,92   |
| 2     | Corinna Harrer (LG Telis Finanz Regensburg) | 32:44,73   |
| 3     | Maren Kock (LG Telis Finanz Regensburg)     | 34:34,30   |
| 4     | Steffi Volke (LG Telis Finanz Regensburg)   | 34:46,89   |
| 5     | Ursula Gatzweiler (ASV Köln)                | 35:00,06   |
| 6     | Nina Stöcker (LG Ratio Münster)             | 35:21,05   |
| 7     | Thea Heim (LG Telis Finanz Regensburg)      | 35:38,71   |
| 8     | Regina Högl (LG Region Landshut)            | 36:17,50   |

Datum: 4. Mai
fand in Bremen statt

### 10-km-Straßenlauf
| Platz | Athletin, Verein                             | Zeit (min) |
| ----- | -------------------------------------------- | ---------- |
| 1     | Sabrina Mockenhaupt (LG Sieg)                | 32:34      |
| 2     | Corinna Harrer (LG Telis Finanz Regensburg)  | 34:32      |
| 3     | Mona Stockhecke (LT Haspa Marathon Hamburg)  | 34:42      |
| 4     | Carolin Aehling (LG Telis Finanz Regensburg) | 34:58      |
| 5     | Annett Horna (LC Rehlingen)                  | 35:12      |
| 6     | Julia Leenders (LTC Berlin)                  | 35:40      |
| 7     | Silke Optekamp (PSV Grün-Weiß Kassel)        | 35:42      |
| 8     | Melina Tränkle (LG Region Karlsruhe)         | 35:48      |

Datum: 21. September
fand in Bobingen statt

### 10-km-Straßenlauf, Mannschaftswertung
| Platz | Verein, Besetzung                                                                | Zeit (h) |
| ----- | -------------------------------------------------------------------------------- | -------- |
| 1     | LG Telis Finanz Regensburg I (Corinna Harrer, Carolin Aehling, Julia Galuschka)  | 1:45:45  |
| 2     | LG Telis Finanz Regensburg II (Thea Heim, Anna-Katharina Plinke, Juliane Straub) | 1:51:55  |
| 3     | TSG 1845 Heilbronn (Isabel Leibfried, Corinna Nuber, Kristina Schadt)            | 1:53:55  |
| 4     | LG Passau (Tina Fischl, Susanne Ölhorn, Kathrin Bründl)                          | 1:54:18  |
| 5     | LG Stadtwerke München (Claire Perrin, Elisabeth Haas, Yvonne Kleiner)            | 1:54:31  |
| 6     | SG Wenden (Sandra Klein, Verena Dreier, Stefanie Bröcher)                        | 1:55:32  |
| 7     | LAV Stadtwerke Tübingen (Anna Prieske, Franziska Pfeifer, Annika Frank)          | 1:55:49  |
| 8     | LAG Mittlere Isar (Anna Hösl, Monika Rausch, Mareike Siebert)                    | 1:56:08  |

Datum: 21. September
fand in Bobingen statt

### Halbmarathon
| Platz | Athletin, Verein                             | Zeit (h) |
| ----- | -------------------------------------------- | -------- |
| 1     | Eleni Gebrehiwot (TV Wattenscheid 01)        | 1:13:15  |
| 2     | Carolin Aehling (LG Telis Finanz Regensburg) | 1:15:42  |
| 3     | Maike Schön (LAZ Puma Rhein-Sieg)            | 1:16:21  |
| 4     | Cornelia Schindler (SCC Berlin)              | 1:16:50  |
| 5     | Steffi Volke (LG Telis Finanz Regensburg)    | 1:16:56  |
| 6     | Christl Viebahn (LAZ Puma Rhein-Sieg)        | 1:18:24  |
| 7     | Sandra Klein (SG Wenden)                     | 1:18:44  |
| 8     | Silke Optekamp (PSV Grün-Weiß Kassel)        | 1:18:54  |

Datum: 14. April
fand in Bergisch Gladbach statt

### Halbmarathon, Mannschaftswertung
| Platz | Verein, Besetzung                                                            | Zeit (h) |
| ----- | ---------------------------------------------------------------------------- | -------- |
| 1     | LG Telis Finanz Regensburg (Carolin Aehling, Steffi Volke, Susanne Schulze)  | 3:52:23  |
| 2     | LAZ Puma Rhein (Maike Schön, Christl Viebahn, Marlen Günther)                | 4:02:06  |
| 3     | Spiridon Frankfurt (Anke Holljesiefken, Tinka Uphoff, Birgitt Bohn)          | 4:08:49  |
| 4     | LG Stadtwerke München (Claire Perrin, Petra Stöckmann, Julia Scholz)         | 4:12:07  |
| 5     | TuS Deuz (Rebekka Otterbach, Caprice Giehl, Linda Schäfer)                   | 4:15:42  |
| 6     | LAG Mittlere Isar (Sonja von Opel, Viola Schäffer, Anna Hösl)                | 4:17:14  |
| 7     | Aachener TG (Sandra Heinrichs, Lea Böhmer, Irene Basten)                     | 4:21:46  |
| 8     | LLC Marathon Regensburg (Marcela Loza Hilares, Barbara Stich, Simone Kohler) | 4:23:11  |

Datum: 14. April
fand in Bergisch Gladbach statt

### Marathon
| Platz | Athletin, Verein                             | Zeit (h) |
| ----- | -------------------------------------------- | -------- |
| 1     | Silke Optekamp (PSV Grün-Weiß Kassel)        | 2:41:53  |
| 2     | Julia Galuschka (LG Telis Finanz Regensburg) | 2:44:43  |
| 3     | Sandra Klein (SG Wenden)                     | 2:46:50  |
| 4     | Nora Kusterer (SV Oberkollbach)              | 2:48:26  |
| 5     | Kerstin Steg (LAC Quelle Fürth)              | 2:52:21  |
| 6     | Katrin Vogler (LG Leinfelden-Echterdingen)   | 2:57:43  |
| 7     | Katharina Josenhans (Hamburger SV)           | 2:58:11  |
| 8     | Pamela Veith (TSV 1894 Kusterdingen)         | 2:59:15  |

Datum: 13. Oktober
fand im Rahmen des München-Marathons statt

### Marathon, Mannschaftswertung
| Platz | Verein, Besetzung                                                                   | Zeit (h) |
| ----- | ----------------------------------------------------------------------------------- | -------- |
| 1     | SC DHfK Leipzig (Sandra Boitz, Katharina Ander, Kerstin Schier)                     | 09:09:25 |
| 2     | SV Oberkollbach (Nora Kusterer, Carmen Keppler, Regina Vielmeier)                   | 09:10:32 |
| 3     | LG Telis Finanz Regensburg (Julia Galuschka, Ulrike Mayer-Tancic, Eva-Maria Ferstl) | 09:16:17 |
| 4     | LLC Marathon Regensburg (Sonja Hackl, Stephanie Bötzl, Regina Graf)                 | 09:53:09 |
| 5     | LTC Berlin I (Anne Grießbach-Baerns, Antje Ungewickell, Ullika Schulz)              | 09:58:01 |
| 6     | TV Geiselhöring (Irmgard Leibl, Christine Sachs, Silvia Seidl)                      | 10:08:43 |
| 7     | LTC Berlin II (Regina Marunde, Yvonne Lehnert, Lilly Lißner)                        | 10:08:49 |
| 8     | LG Welfen (Brigitte Hoffmann, Manuela Gentgen, Iris Kessinger)                      | 10:11:55 |

Datum: 13. Oktober
fand im Rahmen des München-Marathons statt

### 100-km-Straßenlauf
| Platz | Athletin, Verein                                       | Zeit (h) |
| ----- | ------------------------------------------------------ | -------- |
| 1     | Pamela Veith (TSV 1894 Kusterdingen)                   | 8:10:53  |
| 2     | Branka Hajek (LAZ Salamander Kornwestheim-Ludwigsburg) | 8:25:41  |
| 3     | Barbara Mallmann (Laufarena Allgäu)                    | 8:36:10  |
| 4     | Gabriele Kenkenberg (LC Olympia Wiesbaden)             | 8:39:23  |
| 5     | Sigrid Hoffmann (LG Westerwald)                        | 8:55:06  |
| 6     | Antje Krause (Ultra Sport Club Marburg)                | 8:56:23  |
| 7     | Antje Schuhaj (TV Jahn Kempten)                        | 8:57:36  |
| 8     | Ullika Schulz (LTC Berlin)                             | 9:09:52  |

Datum: 13. April
fand in Kienbaum statt

### 100 m Hürden
| Platz | Athletin, Verein                             | Zeit (s) |
| ----- | -------------------------------------------- | -------- |
| 1     | Nadine Hildebrand (VfL Sindelfingen)         | 12,90    |
| 2     | Cindy Roleder (LAZ Leipzig)                  | 13,08    |
| 3     | Franziska Hofmann (LAC Erdgas Chemnitz)      | 13,40    |
| 4     | Pamela Dutkiewicz (TV Wattenscheid 01)       | 13,44    |
| 5     | Sabrina Lindenmayer (VfL Sindelfingen)       | 13,56    |
| 6     | Claudia Rath (LG Eintracht Frankfurt)        | 13,65    |
| 7     | Sandra Gottschalk (Leichtathletik Club Jena) | 13,72    |
| 8     | Antonia Werner (TV Flieden)                  | 14,02    |

Datum: 6. Juli
Wind: −0,9 m/s

### 400 m Hürden
| Platz | Athletin, Verein                           | Zeit        |
| ----- | ------------------------------------------ | ----------- |
| 1     | Claudia Wehrsen (LT DSHS Köln)             | 0057,78 s00 |
| 2     | Kim Carina Schmidt (LT DSHS Köln)          | 0058,82 s00 |
| 3     | Christina Kupprion (MTG Mannheim)          | 0058,95 s00 |
| 4     | Anja Bork (StG Gomaringen-Schwäbisch Hall) | 0059,03 s00 |
| 5     | Karoline Köhler (TV Wattenscheid 01)       | 1:01,45 min |
| 6     | Franziska Kindt (SCC Berlin)               | 1:01,57 min |
| 7     | Judith Stadelbacher (LG Offenburg)         | 1:01,83 min |
| 8     | Meike Langguth (LT DSHS Köln)              | 1:03,81 min |

Datum: 7. Juli

### 3000 m Hindernis
| Platz | Athletin, Verein                                  | Zeit (min) |
| ----- | ------------------------------------------------- | ---------- |
| 1     | Antje Möldner-Schmidt (LC Cottbus)                | 9:46,86    |
| 2     | Maya Rehberg (SC Rönnau 74)                       | 10:06,19   |
| 3     | Julia Hiller (LAC Quelle Fürth)                   | 10:13,92   |
| 4     | Johanna Christine Schulz (SC Gut Heil Neumünster) | 10:23,93   |
| 5     | Cornelia Griesche (DJK Ingolstadt)                | 10:38,80   |
| 6     | Hanna Hoss (LC Rothaus)                           | 10:50,25   |
| 7     | Annika Scheunemann (SC Brandenburg Berlin)        | 11:01,20   |
| 8     | Linda Wrede (LG Olympia Dortmund)                 | 11:22,30   |

Datum: 7. Juli

### 4 × 100 m Staffel
| Platz | Verein, Besetzung                                                                           | Zeit (s) |
| ----- | ------------------------------------------------------------------------------------------- | -------- |
| 1     | MTG Mannheim (Deborah Hufschmidt, Yasmin Kwadwo, Nadine Gonska, Verena Sailer)              | 44,10    |
| 2     | TSV Bayer 04 Leverkusen (Anna Maiwald, Cathleen Tschirch, Mareike Peters, Kira Biesenbach)  | 44,30    |
| 3     | SCC Berlin (Svea Köhrbrück, Nadja Bahl, Carmen Maske, Laura Thomsen)                        | 45,11    |
| 4     | LT DSHS Köln (Leyla Han, Laura Zurl, Lena Naumann, Caroline Schempp)                        | 45,55    |
| 5     | LC Paderborn (Britta Tomkel, Ina Thimm, Josefina Elsler, Janina Kölsch)                     | 45,89    |
| 6     | VfL Sindelfingen (Isabelle Hehr, Eva Baur, Sabrina Lindenmayer, Nadine Hildebrand)          | 45,96    |
| 7     | LG Eintracht Frankfurt (Gianina Gartmann, Maryse Luzolo, Claudia Rath, Maureen Zimmer)      | 46,13    |
| 8     | LG Stadtwerke München (Lisa Schollbach, Martina Riedl, Julia Riedl, Christina Muckenthaler) | 46,24    |

Datum: 7. Juli

### 4 × 400 m Staffel
| Platz | Verein, Besetzung                                                                                | Zeit (min) |
| ----- | ------------------------------------------------------------------------------------------------ | ---------- |
| 1     | TV Wattenscheid 01 (Maral Feizbakhsh, Christina Zwirner, Malena Richter, Esther Cremer)          | 3:35,71    |
| 2     | TSV Bayer 04 Leverkusen (Wiebke Ullmann, Julia Förster, Julia Schaefers, Sorina Nwachukwu)       | 3:36,00    |
| 3     | LG Stadtwerke München (Martha Sauter, Karoline Pilawa, nga Maria Müller, Christina Hering)       | 3:43,30    |
| 4     | LG Karlstadt-Gambach-Lohr (Naomi Hemmelmann, Corinne Kohlmann, Mareike Bauer, Fabienne Kohlmann) | 3:45,80    |
| 5     | StG Gomaringen-Schwäbisch Hall (Kerstin Marxen, Astrid Beerlage, Karoline Sauer, Anja Bork)      | 3:46,77    |
| 6     | LG Region Karlsruhe (Pia Gerstner, Larissa Kaufmann, Sarah Hettich, Cornelia Moll)               | 3:47,29    |
| 7     | LG Olympia Dortmund (Carolin Strophff, Laura Hansen, Jana Hartmann, Meike Holtkamp)              | 3:49,84    |
| 8     | LAC Quelle Fürth (Regina Straub, Sinéad Ebert, Julia Hiller, Annika Kirchner)                    | 3:51,46    |

Datum: 7. Juli

### 3 × 800 m Staffel
| Platz | Verein, Besetzung                                                           | Zeit (min) |
| ----- | --------------------------------------------------------------------------- | ---------- |
| 1     | StG Gomaringen-Schwäbisch Hall (Anja Bork, Astrid Beerlage, Kerstin Marxen) | 6:21,50    |
| 2     | LG Telis Finanz Regensburg (Anna-Katharina Plinke, Maren Kock, Thea Heim)   | 6:26,87    |
| 3     | LAC Quelle Fürth (Maria Dietz, Anne Kesselring, Julia Hiller)               | 6:26,89    |
| 4     | LG Olympia Dortmund (Carolin Strophff, Laura Hansen, Sina Babenhauserheide) | 6:27,84    |
| 5     | StG Ottersdorf Rothaus (Hanna Schreiner, Ester Müller, Felizitas Müller)    | 6:43,58    |
| 6     | LG Eintracht Frankfurt (Julia Höhre, Kathrin Dotzauer, Lisa Hübner)         | 6:56,59    |
| 7     | StG Hamburg-Nord (Kim Lassen, Hanna Ritzel, Alena Gardyan)                  | 6:58,94    |
| 8     | TSG Bergedorf (Antje Bock, Jannika Wenck, Imke Salander)                    | 7:14,96    |

Datum: 28. Juli
fand in Rostock im Rahmen der Deutschen Jugendmeisterschaften statt

### 5000-m-Bahngehen
| Platz | Athletin, Verein                            | Zeit (min) |
| ----- | ------------------------------------------- | ---------- |
| 1     | Bianca Schenker (LG Vogtland)               | 24:08,98   |
| 2     | Janine Bandt (VfL Brandenburg)              | 24:29,12   |
| 3     | Maxi Woelke (SC Potsdam)                    | 25:12,49   |
| 4     | Lea Dederichs (ART Düsseldorf)              | 25:36,06   |
| 5     | Brit Schröter (LG Vogtland)                 | 25:36,98   |
| 6     | Franziska Glandorf (DJK Arminia Ibbenbüren) | 25:59,40   |
| 7     | Nicole Hörl (Diezer TSK Oranien)            | 26:28,19   |
| 8     | Laura Schröter (LG Vogtland)                | 26:42,39   |

Datum: 22. Juni
fand in Jüterbog statt

### 20-km-Gehen
| Platz | Athletin, Verein                            | Zeit (h) |
| ----- | ------------------------------------------- | -------- |
| 1     | Bianca Schenker (LG Vogtland)               | 1:44:36  |
| 2     | Annette Heckmann (SV Otterberg)             | 1:46:40  |
| 3     | Brit Schröter (LG Vogtland)                 | 1:49:13  |
| 4     | Franziska Glandorf (DJK Arminia Ibbenbüren) | 1:51:19  |
| 5     | Sabine Schmidt (SpVgg Niederaichbach)       | 1:55:25  |
| 6     | Tina Schmidt (SV Halle)                     | 1:57:42  |
| 7     | Barbara Primas (TSG Esslingen)              | 1:59:35  |
| 8     | Nicole Hörl (Diezer TSK Oranien)            | 2:00:45  |

Datum: 28. April
fand in Naumburg statt

### 20-km-Gehen, Mannschaftswertung
| Platz | Verein, Besetzung                                                            | Zeit (h) |
| ----- | ---------------------------------------------------------------------------- | -------- |
| 1     | SpVgg Niederaichbach (Sabine Schmidt, Maria Unterholzner, Franziska Spanner) | 6:08:34  |
| 2     | TV Biberach (Lisa Wälde, Sylvia Wälde, Marita Echle)                         | 6:30:46  |
| 3     | TV Groß-Gerau (Brigitte Patrzalek, Monika Müller, Ursula Klink)              | 7:04:35  |

Datum: 28. April
fand in Naumburg statt
nur 3 Mannschaften in der Wertung

### Hochsprung
| Platz | Athletin, Verein                                     | Höhe (m) |
| ----- | ---------------------------------------------------- | -------- |
| 1     | Marie-Laurence Jungfleisch (LAV Stadtwerke Tübingen) | 1,92     |
| 2     | Melanie Melfort (TSG 1862 Weinheim)                  | 1,89     |
| 3     | Julia Straub (TSV Bayer 04 Leverkusen)               | 1,82     |
| 4     | Imke Onnen (LG Hannover)                             | 1,78     |
| 5     | Julia Stockmann (TV Wattenscheid 01)                 | 1,74     |
| 6     | Jossie Graumann (LG Nord Berlin)                     | 1,74     |

Datum: 6. Juli
nur 6 Teilnehmerinnen

### Stabhochsprung
| Platz | Athletin, Verein                             | Höhe (m) |
| ----- | -------------------------------------------- | -------- |
| 1     | Martina Strutz (SC Neubrandenburg)           | 4,65     |
| 2     | Silke Spiegelburg (TSV Bayer 04 Leverkusen)  | 4,50     |
| 3     | Anjuli Knäsche (SG TSV Kronshagen/Kieler TB) | 4,45     |
| 4     | Carolin Hingst (USC Mainz)                   | 4,45     |
| 5     | Kristina Gadschiew (LAZ Zweibrücken)         | 4,45     |
| 6     | Katharina Bauer (USC Mainz)                  | 4,40     |
| 7     | Annika Roloff (MTV 49 Holzminden)            | 4,40     |
| 8     | Anna Felzmann (LAZ Zweibrücken)              | 4,30     |

Datum: 6. Juli

### Weitsprung
| Platz | Athletin, Verein                             | Weite (m) |
| ----- | -------------------------------------------- | --------- |
| 1     | Sosthene Moguenara (TV Wattenscheid 01)      | 6,69      |
| 2     | Melanie Bauschke (LG Nike Berlin)            | 6,64      |
| 3     | Lisa Steinkamp (VfL Sindelfingen)            | 6,52      |
| 4     | Malaika Mihambo (LG Kurpfalz)                | 6,50      |
| 5     | Stefanie Voss (LAV Bayer Uerdingen/Dormagen) | 6,47      |
| 6     | Claudia Rath (LG Eintracht Frankfurt)        | 6,17      |
| 7     | Lisa Kurschilgen (TV Wattenscheid 01)        | 6,12      |
| 8     | Maryse Luzolo (LG Eintracht Frankfurt)       | 6,10      |

Datum: 7. Juli

### Dreisprung
| Platz | Athletin, Verein                       | Weite (m) |
| ----- | -------------------------------------- | --------- |
| 1     | Jenny Elbe (Dresdner SC)               | 13,58     |
| 2     | Kristin Gierisch (LAC Erdgas Chemnitz) | 13,00     |
| 3     | Maike Nieklauson (Dresdner SC)         | 12,90     |
| 4     | Birte Damerius (TSV Rudow)             | 12,81     |
| 5     | Klaudia Kaczmarek (LAZ Rhede)          | 12,71     |
| 6     | Anna Schmotz (LG Göttingen)            | 12,59     |
| 7     | Lisanne Rieker (LG Göttingen)          | 12,46     |
| 8     | Jana Schubert (LG Filder)              | 12,05     |

Datum: 7. Juli

### Kugelstoßen
| Platz | Athletin, Verein                       | Weite (m) |
| ----- | -------------------------------------- | --------- |
| 1     | Christina Schwanitz (LV 90 Erzgebirge) | 19,76     |
| 2     | Josephine Terlecki (SC Magdeburg)      | 18,25     |
| 3     | Lena Urbaniak (LG Filstal)             | 17,58     |
| 4     | Shanice Craft (MTG Mannheim)           | 16,65     |
| 5     | Sophie Kleeberg (LV 90 Erzgebirge)     | 16,43     |
| 6     | Luise Weber (ASV Erfurt)               | 15,98     |
| 7     | Sara Gambetta (LG Eintracht Frankfurt) | 15,76     |
| 8     | Samira Burkhardt (TV Wattenscheid 01)  | 15,72     |

Datum: 6. Juli

### Diskuswurf
| Platz | Athletin, Verein                                 | Weite (m) |
| ----- | ------------------------------------------------ | --------- |
| 1     | Nadine Müller (Hallesche Leichtathletik-Freunde) | 64,17     |
| 2     | Anna Rüh (SC Neubrandenburg)                     | 63,79     |
| 3     | Shanice Craft (MTG Mannheim)                     | 60,77     |
| 4     | Julia Fischer (SCC Berlin)                       | 58,86     |
| 5     | Heike Koderisch (SC Magdeburg)                   | 57,94     |
| 6     | Sabine Rumpf (LSG Goldener Grund Selters)        | 56,79     |
| 7     | Ulrike Giesa (LAC Quelle Fürth)                  | 55,80     |
| 8     | Julia Bremser (LSG Goldener Grund Selters)       | 55,29     |

Datum: 6. Juli

### Hammerwurf
| Platz | Athletin, Verein                         | Weite (m) |
| ----- | ---------------------------------------- | --------- |
| 1     | Betty Heidler (LG Eintracht Frankfurt)   | 73,93     |
| 2     | Kathrin Klaas (LG Eintracht Frankfurt)   | 69,98     |
| 3     | Carolin Paesler (LG Eintracht Frankfurt) | 66,86     |
| 4     | Daniela Manz (TSV Bayer 04 Leverkusen)   | 61,76     |
| 5     | Charlene Woitha (LG Nike Berlin)         | 60,07     |
| 6     | Svenja Kern (LG Eintracht Frankfurt)     | 59,57     |
| 7     | Mareike Nannen (LG Eintracht Frankfurt)  | 59,23     |
| 8     | Gabi Wolfarth (Unterländer LG)           | 57,83     |

Datum: 6. Juli

### Speerwurf
| Platz | Athletin, Verein                                    | Weite (m) |
| ----- | --------------------------------------------------- | --------- |
| 1     | Linda Stahl (TSV Bayer 04 Leverkusen)               | 63,70     |
| 2     | Christina Obergföll (LG Offenburg)                  | 61,73     |
| 3     | Katharina Molitor (TSV Bayer 04 Leverkusen)         | 60,68     |
| 4     | Mareike Rittweg (MTG Mannheim)                      | 57,10     |
| 5     | Susanne Rosenbauer (LG Augsburg)                    | 54,82     |
| 6     | Desiree Schwarz (SV Schlau.com Saar 05 Saarbrücken) | 53,60     |
| 7     | Franziska Krebs (SCC Berlin)                        | 52,84     |
| 8     | Esther Eisenlauer (LAZ Saarbrücken)                 | 52,71     |

Datum: 7. Juli

### Siebenkampf
| Platz | Athletin, Verein                           | Leistung (Pkte) |
| ----- | ------------------------------------------ | --------------- |
| 1     | Carolin Schäfer (LG Eintracht Frankfurt)   | 5804            |
| 2     | Anna Maiwald (TSV Bayer 04 Leverkusen)     | 5718            |
| 3     | Michelle Weitzel (SWC Regensburg)          | 5459            |
| 4     | Silvia Mrotzek (TSV Bayer 04 Leverkusen)   | 5189            |
| 5     | Ines Dirscherl (LG Karlstadt-Gambach-Lohr) | 5069            |
| 6     | Meike Holtkamp (LG Olympia Dortmund)       | 4979            |
| 7     | Bianca Broda (Recklinghäuser LC)           | 4902            |
| 8     | Elisabeth Glonegger (MTV Ingolstadt)       | 4888            |

Datum: 24./25. August
fand in Lage statt

### Siebenkampf, Mannschaftswertung
| Platz | Verein, Besetzung                                                          | Leistung (Pkte) |
| ----- | -------------------------------------------------------------------------- | --------------- |
| 1     | TSV Bayer 04 Leverkusen (Anna Maiwald, Alina Biesenbach, Silvia Mrotzek)   | 16.196          |
| 2     | LG Eintracht Frankfurt (Carolin Schäfer, Katharina Weislogel, Louisa Kunz) | 15.282          |
| 3     | ASV Iserlohn (Katrin Gewinner, Jessica Weiche, Carina Bodenstein)          | 12.532          |

Datum: 24./25. August
fand in Lage statt
nur 3 Mannschaften in der Wertung

### Crosslauf–6,4 km
| Platz | Athletin, Verein                               | Zeit (min) |
| ----- | ---------------------------------------------- | ---------- |
| 1     | Eleni Gebrehiwot (TV Wattenscheid 01)          | 21:21      |
| 2     | Sabrina Mockenhaupt (LG Sieg)                  | 21:57      |
| 3     | Corinna Harrer (LG Telis Finanz Regensburg)    | 22:34      |
| 4     | Gesa Felicitas Krause (LG Eintracht Frankfurt) | 22:41      |
| 5     | Ursula Gatzweiler (ASV Köln)                   | 22:57      |
| 6     | Christiane Danner (LG Telis Finanz Regensburg) | 23:10      |
| 7     | Domenika Weiß (LG farbtex Nordschwarzwald)     | 23:18      |
| 8     | Annett Horna (LC Rehlingen)                    | 23:20      |

Datum: 9. März
fand in Dornstetten statt

### Crosslauf–6,4 km, Mannschaftswertung
| Platz | Verein, Besetzung                                                                      | Platzziffer |
| ----- | -------------------------------------------------------------------------------------- | ----------- |
| 1     | LG Telis Finanz Regensburg I (Corinna Harrer, Christiane Danner, Carolin Aehling)      | 019         |
| 2     | LG Telis Finanz Regensburg II (Steffi Volke, Andelka Tancic, Thea Heim)                | 059         |
| 3     | LAC Quelle Fürth (Jannika John, Julia Hiller, Michelle Lieb)                           | 063         |
| 4     | LG farbtex Nordschwarzwald (Domenika Weiß, Felicitas Mensing, Verena Utz)              | 074         |
| 5     | LG Telis Finanz Regensburg III (Anna-Katharina Plinke, Jelena Tancic, Susanne Schulze) | 085         |
| 6     | SG Wenden (Verena Dreier, Sandra Klein, Ramona Wied)                                   | 090         |
| 7     | LG Stadtwerke München (Yvonne Kleiner, Julia Scholz, Petra Stöckmann)                  | 110         |
| 8     | LAV Stadtwerke Tübingen (Annika Frank, Sabine Oesterle, Isabelle Großkopff)            | 117         |

Datum: 9. März
fand in Dornstetten statt

### Berglauf–Hochfellnberglauf, 8,9 km
| Platz | Athletin, Verein                              | Zeit (min) |
| ----- | --------------------------------------------- | ---------- |
| 1     | Birgit Unterberger (OSC Berlin)               | 55:48      |
| 2     | Michaela Schedler (LAZ Saarbrücken)           | 57:34      |
| 3     | Nicole Kruhme (GutsMuths-Rennsteiglaufverein) | 58:48      |
| 4     | Melanie Noll (TSV Annweiler)                  | 59:01      |
| 5     | Kerstin Straub-Bertsch (SSC Hanau-Rodenbach)  | 59:12      |
| 6     | Monica Carl (LG Welfen)                       | 59:29      |
| 7     | Waltraud Berger (TG Salzachtal)               | 59:46      |
| 8     | Barbara Stich (LLC Marathon Regensburg)       | 60:35      |

Datum: 29. September
fand in Bergen (Chiemgau) statt

### Berglauf–Hochfellnberglauf, 8,9 km– Mannschaftswertung
| Platz | Verein, Besetzung                                                                 | Zeit (h) |
| ----- | --------------------------------------------------------------------------------- | -------- |
| 1     | Post-Telekom-SV Rosenheim (Michelle Maier, Sabine Schneider, Katrin Cruschwirt)   | 3:08:53  |
| 2     | LG Welfen (Monika Carl, Uschi Bergler, Brigitte Hoffmann)                         | 3:16:28  |
| 3     | TG Salzachtal (Waltraud Berger, Anneliese Neumaier, Manuela Schmid)               | 3:24:25  |
| 4     | SSC Hanau-Rodenbach (Kerstin Straub-Bertsch, Frauke Tschiltschke, Annette Straub) | 3:26:24  |
| 5     | ASC Rosellen/Neuss (Angela Minke, Dr. Angela Püthe, Nina Wimmer)                  | 3:26:45  |
| 6     | FC Alemannia Unterkirnach (Heike Hannes, Sigrun Hannes, Christa Weisser)          | 3:40:50  |
| 7     | LC Aichach (Herta Bergmann, Verena Bayr, Leni Bauer)                              | 4:03:25  |

Datum: 29. September
fand in Bergen (Chiemgau) statt
nur 7 Teams in der Wertung

## Videolinks
- Deutsche Leichtathletik Meisterschaften 2013 auf YouTube, abgerufen am 25. April 2021
- Deutsche Leichtathletikmeisterschaften 2013 in ULM - Finale 800m der Frauen auf YouTube, abgerufen am 25. April 2021